# 弗朗茨·布伦纳
弗朗茨·布伦纳（德語：Franz Brunner，1913年3月21日—1991年12月22日），奥地利男子手球运动员。他曾代表奥地利参加1936年夏季奥林匹克运动会手球比赛，获得一枚银牌，他在其中两场比赛中有上场。